# Katowice
Katowice (tiếng Ba Lan: [katɔˈvitsɛ] ⓘ, phiên âm: "Ka-tô-vít-xê", tiếng Séc: Katovice, tiếng Đức: Kattowitz) là một thành phố quan trọng trong lịch sử vùng Thượng Silesia phía nam Ba Lan trên hai dòng sông Kłodnica và Rawa. Katowice là thủ phủ của vùng tỉnh Silesia (tiếng Ba Lan: województwo śląskie) từ 1999. Trước đó, Katowice là thủ phủ của tỉnh Katowice (województwo katowickie). Katowice là thành phố chính của vùng công nghiệp Thượng Silesia. Katowice có dân số là 321.163 người.

## Lịch sử
Dân tộc Silesians đã ở vùng Thượng Silesia từ nhiều thế kỷ trước và đầu tiên được cai trị bởi triều đại Piast Silesia của Ba Lan cho đến khi nó bị tiêu diệt và sau đó trở thành lãnh thổ của Habsburg. Đến thế kỷ 19, khi vùng đất này dưới quyền cai trị của Vương quốc Prussia, Katowice được thành lập và trở thành một thành phố năm 1865. Với các dân tộc Đức, Silesia, Do Thái và Ba Lan, sau cuộc khởi nghĩa Silesia từ 1918 đến 1921, Katowice là một phần của nền Cộng hoà Ba Lan thứ hai. Sau đó, vùng đất này bị phân chia bởi hội đồng đồng minh, chuyển Kattowitz về Ba Lan với quyền tự trị khá lớn.
Với trữ lượng khoáng sản lớn (đặc biệt là than) ở gần núi, thành phố rất hưng thịnh. Sự thình vượng và phát triển lớn của thành phố phụ thuộc vào công nghiệp khai thác than và công nghiệp thép trong cuộc Cách mạng Công nghiệp. Nhưng ngày nay, kinh tế của Katowice chuyển dịch dần từ công nghiệp nặng sang buôn bán nhỏ.
Trong khoảng thời gian từ 1953 đến 1956, Katowice chính quyền cộng sản bị đổi tên thành Stalinogród – "Thành phố Stalin".
Trong thời kỳ hậu Chiến tranh thế giới thứ hai, dưới sự lãnh đạo của chính quyền cộng sản ở Cộng hoà Nhân dân Ba Lan, đã xảy ra sự tàn phá về mặt sinh thái đối với môi trường tự nhiên. Nhưng gần đây, chính quyền hậu cộng sản của Ba Lan đã thay đổi một số quy định, thủ tục và chính sách nhằm sửa chữa những sự tàn phá này.

## Các quận

Các quận của Katowice

| I. Trong thành phố - 1. Śródmieście - 2. Koszutka - 3. Bogucice - 4. Osiedle Paderewskiego - Muchowiec II. Phía bắc - 5. Załęże - 6. Osiedle Witosa - 7. Osiedle Tysiąclecia - 8. Dąb - 9. Wełnowiec - Józefowiec III. Phía tây - 10. Ligota - Panewniki - 11. Brynów - Osiedle Zgrzebnioka - 12. Brynów - Załęska Hałda | IV. Phía đông - 13. Zawodzie - 14. Dąbrówka Mała - 15. Szopienice - Burowiec - 16. Janów - Nikiszowiec - 17. Giszowiec V. Phía nam - 18. Murcki - 19. Piotrowice - Ochojec - 20. Zarzecze - 21. Kostuchna - 22. Podlesie |

## Văn hoá và giải trí

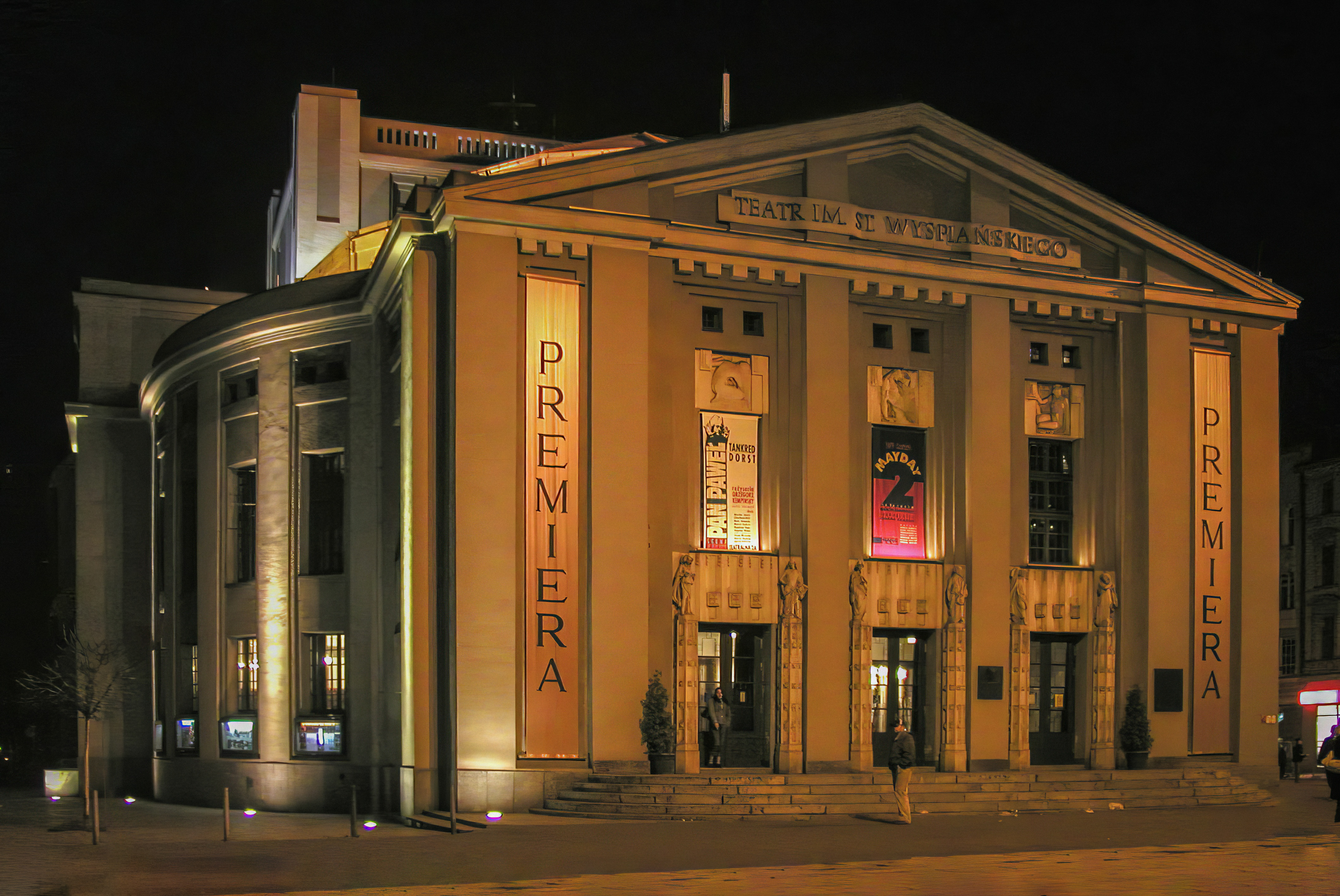
Katowice, Nhà hát Silesia

### Nhà hát
- Nhà hát Silesia (Teatr Śląski im. Stanisława Wyspiańskiego)
- Nhà hát Ateneum (Teatr Ateneum)
- Nhà hát Korez (Teatr Korez)
- Nhà hát Cogitatur (Teatr Cogitatur)
- Nhà hát-rạp chiếu phim Rialto (Kinoteatr Rialto)

### Âm nhạc
- Filharmony Silesia (Filharmonia Śląska)
- Estrade Silesia (Estrada Śląska)
- Scena GuGalander
- Narodowa Orkiestra Symfoniczna Polskiego Radia

### Rạp chiếu phim
- IMAX
- Thành phố chiếu bóng - Punkt rozrywki 44
- Thành phố chiếu bóng - trung tâm thành phố Silesia
- Trung tâm chiếu phim Helios (Centrum Filmowe Helios)
- Rạp chiếu phim Cosmos (Kino Kosmos)
- Rạp chiếu phim Światowid (Kino Światowid)
- Nhà hát-rạp chiếu phim Rialto (Kinoteatr Rialto)

### Viện bảo tàng

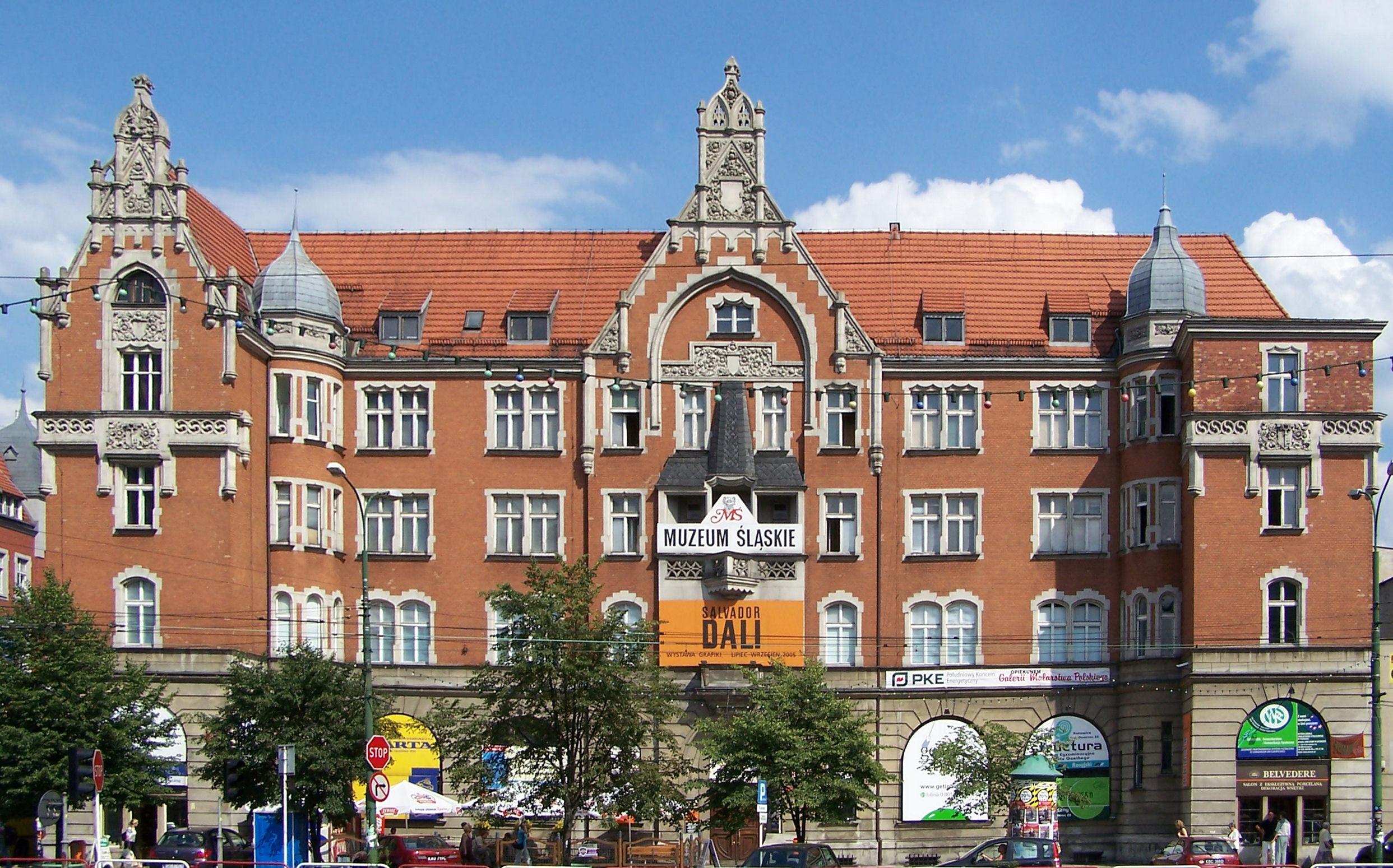
Katowice, Viện bảo tàng Silesia

- Viện bảo tàng Silesia (Muzeum Śląskie)
- Viện bảo tàng Lịch sử Katowice (Muzeum Historii Katowic)
- Viện bảo tàng Archidiecezjalne
- Viện bảo tàng Misyjne OO. Franciszkanów
- Viện bảo tàng Biograficzne P. Stellera
- Viện bảo tàng Prawa i Prawników Polskich
- Viện bảo tàng Najmniejszych Książek Świata Zygmunta Szkocnego
- Izba Śląska
- Centrum Scenografii Polskiej
- Śląskie Centrum Dziedzictwa Kulturowego

### Truyền thông
- TVP 3 Katowice
- TVN24 - department Katowice (TVN24 - oddział Katowice)
- Đài phát thanh Katowice
- Đài phát thanh Flash
- Đài phát thanh Roxy FM
- Đài phát thanh Planeta
- Dziennik Zachodni
- Gazeta Wyborcza - department Katowice

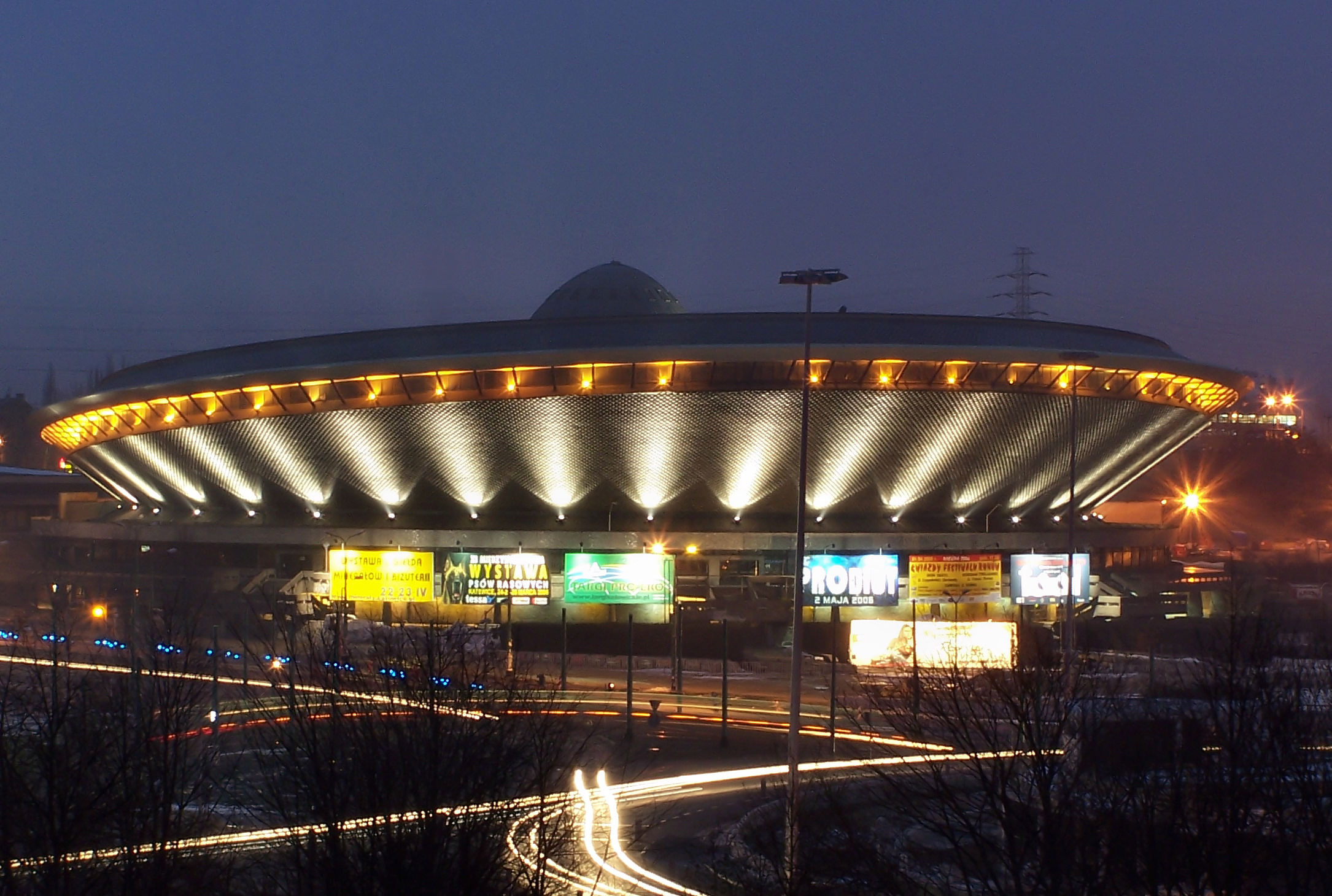
Katowice, Spodek

- Fakt (gazeta) - oddział Katowice
- Echo Miasta
- Metro (gazeta) Katowice
- Nowy Przegląd Katowicki

### Các sự kiện văn hoá thường niên
- Liên hoan nhạc Blue Rawa - Spodek
- Metalmania - Spodek
- Mayday - Spodek
- Międzynarodowy Konkurs Dyrygentów im. G. Fitelberga
- Międzynarodowy Festiwal Orkiestr Wojskowych
- Międzynarodowa Wystawa Grafiki "Intergrafia"
- Ogólnopolski Festiwal Sztuki Reżyserskiej "Interpretacje"
- Ars Cameralis Silesiae Superioris (Górnośląski Festiwal Sztuki Kameralnej)

### Phòng trưng bày hội họa
- Phòng trưng bày Sztuki Współczesnej BWA Al. Korfantego 6
- Phòng trưng bày Sztuki Współczesnej Parnas ul. Kochanowskiego 10
- Phòng trưng bày Sztuki Atelier 2 ul. Batorego 2
- Phòng trưng bày Związku Polskich Artystów Plastyków ul. Dworcowa 13
- Phòng trưng bày Architektury SARP ul. Dyrekcyjna 9
- Phòng trưng bày Art-Deco pl. Andrzeja 4
- Phòng trưng bày Fra Angelico ul. Jordana 39
- Phòng trưng bày Akwarela ul. Mikołowska 26
- Phòng trưng bày Marmurowa ul. Mikołowska 26
- Phòng trưng bày Piętro Wyżej
- Phòng trưng bày Sektor I
- Phòng trưng bày Szyb Wilson

### Công viên và quảng trường
- Silesian Central Park - Wojewódzki Park Kultury i Wypoczynku
- Công viên Tadeusz Kościuszko (Park im. Tadeusza Kościuszki)
- Công viên Zadole (Ligota - Panewniki)
- Công viên Bolina (Janów - Nikiszowiec)
- Công viên Janina-Barbara (Giszowiec)
- Công viên Olimpic Participants' (Park Olimpijczyków) (Szopienice)
- Forest Park of Katowice (Katowicki Park Leśny)
- Thung lũng Murckowska (Murcki)
- Ośrodek Wodno-Rekreacyjny Kleofas (Osiedle Tysiąclecia)
- Thung lũng ba hồ (Dolina Trzech Stawów) (Osiedle Paderewskiego - Muchowiec)
- Hồ: Borki, Morawa and Hubertus (Szopienice)
- Quảng trường Wolność (Plac Wolności) (Śródmieście)
- Quảng trường Andrzej (Plac Andrzeja) (Śródmieście)
- Quảng trường Miarka (Plac Miarki) (Śródmieście)
- Quảng trường Hội đồng châu Âu (Plac Rady Europy) (Osiedle Paderewskiego - Muchowiec)
- Quảng trường Alfred (Plac Alfreda) (Wełnowiec)
- Quảng trường A. Budniok (Plac A. Brudnioka) (Koszutka)
- Quảng trường J. Londzin (Plac J. Londzina) (Załęże)
- Quảng trường A. Hlond (Plac A. Hlonda) (Śródmieście)

## Giáo dục

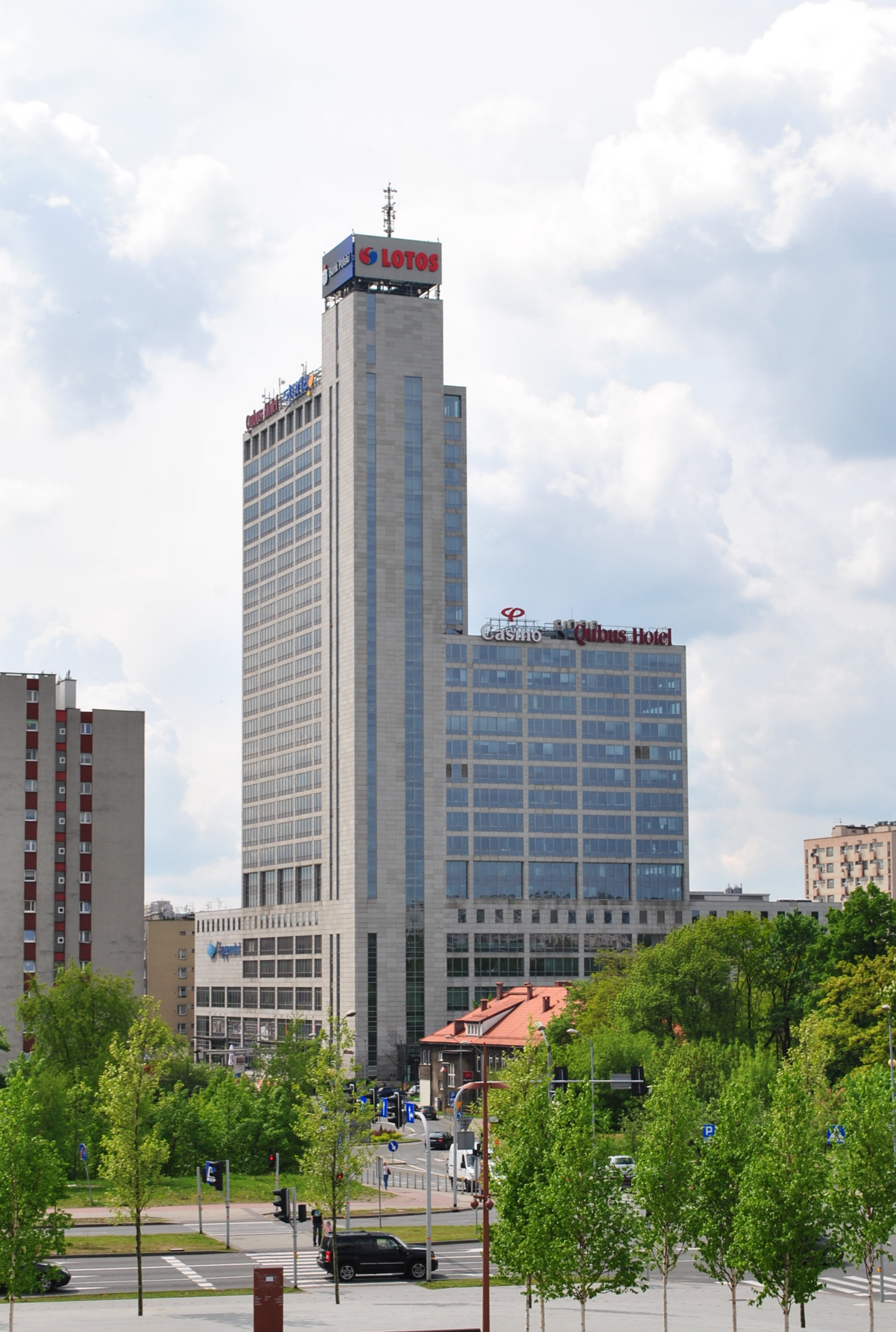
Toà nhà Altus, toà nhà chọc trời mới nhất ở Katowice.

1. Đại học Silesia (Uniwersytet Śląski w Katowicach)
2. Đại học Kinh tế Katowice (Akademia Ekonomiczna w Katowicach)
3. Đại học Âm nhạc Katowice (Akademia Muzyczna w Katowicach)
4. Đại học Thể thao Katowice (Akademia WF w Katowicach)
5. Đại học Mỹ thuật Katowice (Akademia Sztuk Pięknych w Katowicach)
6. Đại học Mỹ thuật ở Cracow (Akademia Sztuk Pięknych w Krakowie) - filia
7. Đại học Y Silesia (Śląska Akademia Medyczna)
8. Đại học Công nghệ Silesia -
9. Viện hàn lâm Khoa học Ba Lan (Polska Akademia Nauk), oddział
10. Śląska Wyższa Szkoła Informatyki w Katowicach
11. Śląska Wyższa Szkoła Zarządzania w Katowicach
12. Górnośląska Wyższa Szkoła Handlowa w Katowicach
13. Międzynarodowa Szkoła Bankowości i Finansów
14. Wyższa Szkoła Bankowości i Finansów w Katowicach
15. Wyższa Szkoła Humanistyczna w Katowicach
16. Wyższa Szkoła Humanistyczno-Ekonomiczna w Łodzi - wydział
17. Wyższa Szkoła Pedagogiczna TWP w Warszawie, Instytut Pedagogiki
18. Wyższa Szkoła Techniczna w Katowicach
19. Wyższa Szkoła Technologii Informatycznych w Katowicach
20. Wyższa Szkoła Umiejętności Społecznych w Poznaniu - wydział
21. Wyższa Szkoła Zarządzania Marketingowego i Języków Obcych w Katowicach
22. Wyższa Szkoła Zarządzania Ochroną Pracy w Katowicach
23. Wyższe Seminarium Duchowne Braci Mniejszych w Katowicach
24. Wyższe Śląskie Seminarium Duchowne w Katowicach
25. Prywatne Nauczycielskie Kolegium Języków Obcych w Bielsku-Białej - wydział
26. Prywatne Nauczycielskie Kolegium Języków Obcych w Katowicach

Và:
- khoảng 80 trường trung học
- khoảng 35 trường thể dục dụng cụ
- khoảng 55 trường tiểu học
- khoảng 50 thư viện, gồm Thư viện Silesia

## Thể thao
- Câu lạc bộ thể thao GKS Katowice - bóng đá và khúc côn cầu trên băng
- Câu lạc bộ bóng ném AZS AWF Katowice.
- Các câu lạc bộ bóng đá: KS Rozwój Katowice, MK Katowice, Kolejarz Katowice, Podlesianka Katowice và Hetman Katowice.
- Các câu lạc bộ thể thao đa môn: AZS US Katowice và HKS Szopienice.
- Các câu lạc bộ khúc côn cầu trên băng: Naprzód Janów Katowice và HC GKS Katowice.
- Câu lạc bộ cờ vua Hetman Szopienice
- Câu lạc bộ MAKS Murcki Katowice (khúc côn cầu trên băng và bóng lưới)
- Sparta Katowice - różne dyscypliny
- Câu lạc bộ bóng rổ AWF Mickiewicz Katowice

## Những người nổi tiếng

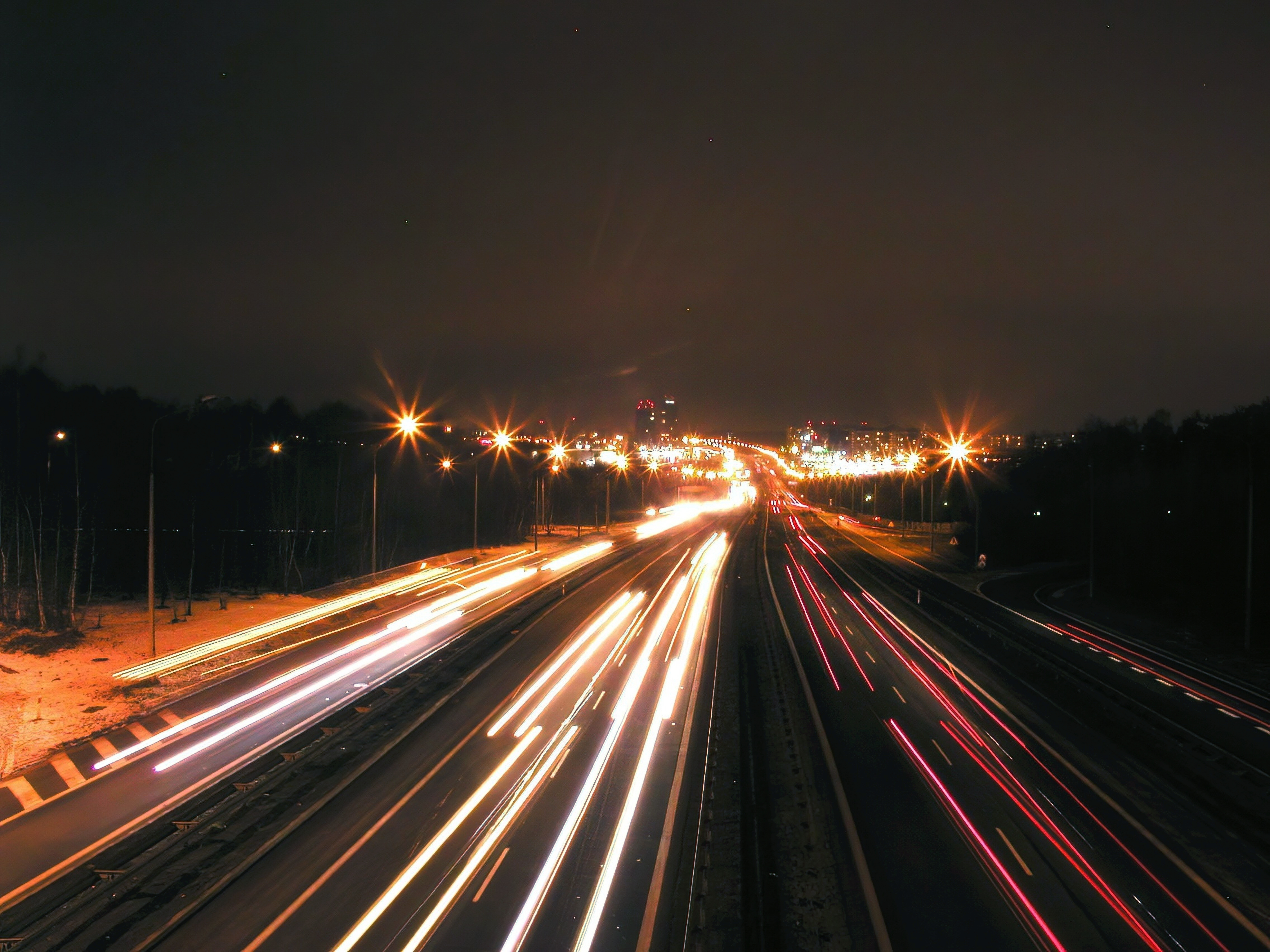
Đường cao tốc A4 ở Katowice

- Hans Bellmer, nhà nhiếp ảnh theo trường phái siêu thực
- Henryk M. Broder, nhà báo
- Maria Goeppert-Mayer
- Kurt Goldstein, nhà thần kinh học
- Jerzy Kukuczka
- Kazimierz Kutz
- Franz Leopold Neumann
- Hans Sachs